# ايليوس
ايليوس هي بلدية في البرازيل، تتبع باهيا، بلغ عدد سكانها 222٬127  نسمة، في 2000، تبلغ مساحتها 1٬584٫693 كيلومتر مربع، رمزها البريدي هو 45650.

## الموقع
تشترك في الحدود مع:
- أوريلينو ليل
- كواراتشي
- Uruçuca [الإنجليزية]‏.

## المناخ
يظهر الجدول التالي التغييرات المناخية على مدار السنة لايليوس:
| البيانات المناخية لـايليوس | البيانات المناخية لـايليوس | البيانات المناخية لـايليوس | البيانات المناخية لـايليوس | البيانات المناخية لـايليوس | البيانات المناخية لـايليوس | البيانات المناخية لـايليوس | البيانات المناخية لـايليوس | البيانات المناخية لـايليوس | البيانات المناخية لـايليوس | البيانات المناخية لـايليوس | البيانات المناخية لـايليوس | البيانات المناخية لـايليوس | البيانات المناخية لـايليوس |
| الشهر | يناير                      | فبراير                     | مارس                       | أبريل                      | مايو                       | يونيو                      | يوليو                      | أغسطس                      | سبتمبر                     | أكتوبر                     | نوفمبر                     | ديسمبر                     | المعدل السنوي              |
| --- | -------------------------- | -------------------------- | -------------------------- | -------------------------- | -------------------------- | -------------------------- | -------------------------- | -------------------------- | -------------------------- | -------------------------- | -------------------------- | -------------------------- | -------------------------- |
| الدرجة القصوى °م (°ف) | 34.1 (93.4)                | 33.6 (92.5)                | 32.2 (90.0)                | 31.3 (88.3)                | 30.6 (87.1)                | 29.0 (84.2)                | 28.4 (83.1)                | 28.4 (83.1)                | 29.0 (84.2)                | 30.4 (86.7)                | 30.0 (86.0)                | 30.6 (87.1)                | 34.1 (93.4)                |
| متوسط درجة الحرارة الكبرى °م (°ف) | 29.1 (84.4)                | 29.3 (84.7)                | 29.4 (84.9)                | 28.7 (83.7)                | 27.5 (81.5)                | 26.4 (79.5)                | 25.8 (78.4)                | 26.0 (78.8)                | 26.4 (79.5)                | 27.6 (81.7)                | 27.8 (82.0)                | 28.5 (83.3)                | 27.7 (81.9)                |
| المتوسط اليومي °م (°ف) | 25.9 (78.6)                | 26.0 (78.8)                | 25.9 (78.6)                | 25.3 (77.5)                | 24.1 (75.4)                | 22.7 (72.9)                | 22.0 (71.6)                | 22.2 (72.0)                | 23.2 (73.8)                | 24.4 (75.9)                | 24.9 (76.8)                | 25.4 (77.7)                | 24.3 (75.8)                |
| متوسط درجة الحرارة الصغرى °م (°ف) | 22.2 (72.0)                | 22.3 (72.1)                | 22.1 (71.8)                | 21.8 (71.2)                | 20.9 (69.6)                | 19.7 (67.5)                | 18.9 (66.0)                | 18.7 (65.7)                | 19.7 (67.5)                | 20.9 (69.6)                | 21.5 (70.7)                | 22.1 (71.8)                | 20.9 (69.6)                |
| أدنى درجة حرارة °م (°ف) | 18.3 (64.9)                | 18.1 (64.6)                | 19.1 (66.4)                | 18.4 (65.1)                | 16.1 (61.0)                | 15.0 (59.0)                | 14.4 (57.9)                | 12.8 (55.0)                | 15.4 (59.7)                | 16.5 (61.7)                | 17.7 (63.9)                | 18.7 (65.7)                | 12.8 (55.0)                |
| الهطول مم (إنش) | 151.2 (5.95)               | 182.4 (7.18)               | 216.9 (8.54)               | 204.7 (8.06)               | 144.5 (5.69)               | 200.6 (7.90)               | 200.5 (7.89)               | 134.4 (5.29)               | 128.7 (5.07)               | 146.9 (5.78)               | 146.1 (5.75)               | 178.6 (7.03)               | 2٬035٫5 (80.13)            |
| متوسط أيام هطول الأمطار | 15                         | 15                         | 17                         | 15                         | 14                         | 16                         | 18                         | 16                         | 13                         | 13                         | 14                         | 13                         | 179                        |
| متوسط الرطوبة النسبية (%) | 80.4                       | 80.7                       | 81.5                       | 83.0                       | 85.7                       | 86.5                       | 86.6                       | 85.2                       | 83.7                       | 83.1                       | 82.8                       | 82.0                       | 83.4                       |
| ساعات سطوع الشمس الشهرية | 220.2                      | 215.6                      | 235.9                      | 203.4                      | 199.8                      | 191.3                      | 197.7                      | 210.8                      | 198.5                      | 199.5                      | 190.2                      | 220.2                      | 2٬483٫1                    |
| المصدر: المعهد الوطني للأرصاد الجوية (normal climatológica de 1961-1990; recordes de temperatura de 01/01/1961 a 31/12/1970, 01/01/1973 a 31/12/1980, 01/01/1986 a 31/03/1989 e 01/07/1992 a 30/04/1994) |                            |                            |                            |                            |                            |                            |                            |                            |                            |                            |                            |                            |                            |

## أعلام
- فاغنر سانتوس لاغو
- أدونياس فيليو
- ريكاردو سانتوس لاجو
- جورج سانتوس سيلفا
- ألدايير
- ريكاردو ناسيمينتو